# Naughty (album)
A Naughty című album az amerikai R&B énekes Chaka Khan második szólóalbuma, melyet a Warner Bros. Records jelentetett meg 1980. március 26-án.
| Értékelések      |           |
| Értékelő         | Értékelés |
| AllMusic         | [ 1 ]     |
| Robert Christgau | B+        |

Az albumról három kislemez került kiadásra. Az egyik a "Clouds" című, melyet szintén Ashford & Simpson írt. A dalban az akkor 16 éves Whitney Houston és anyja Cissy Houston háttérénekesek közreműködnek. A dal az amerikai R&B listán a 10. helyet érte el. A "Get Ready, Get Set" című dal 48. helyezett volt, és a nagy sláger a "Papillon aka Hot Butterfly" a 22. helyen landolt. Az "Our Love's in Danger" című dalban Luther Wandross és Whitney Houston vokálozik. Az album a Billboard Black Album listáján a 6. helyezett volt, míg a Pop album kategóriában a 43. helyet sikerült megszereznie. Khan elnyerte az első American Music Awards díjat a Favorite Soul/R&B Female Artist kategóriában, mely 1981-ben a 8. zenei díjátadó gála volt.
A "Naughty" című szólóalbum után újra egyesült együttesével, és felvették az 1981-ben megjelent "Camouflage" című albumot. Ugyanebben az évben jelent meg harmadik szólólemeze is a "What Cha 'Gonna Do For Me" című.
Az album CD változatát 1998-ban jelentették meg az Egyesült Államokban a Black Music Ol 'Skool sorozat részeként.
| „                      | " A 80-as évek elején Chaka Khan és Arif Mardin producer nagyszerű munkakapcsolatban voltak, mely felelős volt az ő szólókarrierjéért, mely jelentősen tükrözi a "Chaka" debütáló albumot. A "Naughty" mint második közös munka, egy közelebb álló munkakapcsolatot mutat be. Az album Khant képviseli annak ellenére is, hogy sok anyag lenne a tarsolyban. Ennek ellenére az album közel áll ahhoz, hogy jóhiszemű klasszikus lemez legyen. | ” |
| – Jason Elias Allmusic | |   |

## Számlista
| 1.  | Clouds                          | Nickolas Ashford, Valerie Simpson                          | 4:28 |
| 2.  | Get Ready, Get Set              | Kathy Anderson, Ellison Chase, Bill Haberman, Art Jacobson | 3:42 |
| 3.  | Move Me No Mountain             | Jerry Ragovoy, Aaron Schroeder                             | 4:14 |
| 4.  | Nothing's Gonna Take You Away   | Deborah Ash, Bill King                                     | 3:42 |
| 5.  | So Naughty                      | Charles Fleischer, Michael Mugrage                         | 3:56 |
| 6.  | Too Much Love                   | Dan Greer, Andrew Kastner, Jeff Wilson                     | 3:53 |
| 7.  | All Night's All Right           | Weldon Dean Parks                                          | 4:26 |
| 8.  | What You Did                    | Chaka Khan, Mark Stevens                                   | 3:58 |
| 9.  | Papillon (a.k.a. Hot Butterfly) | Gregg Diamond                                              | 4:08 |
| 10. | Our Love's in Danger            | Nickolas Ashford, Valerie Simpson                          | 3:36 |